# Сухое (озеро, Мошенской район)
Сухое — озеро на западе Новгородской области, расположенное на территории Мошенского района. Принадлежит к бассейну Волги.
Расположено в 20 километрах к северо-востоку от села Мошенское, к западу от более крупного озера Великое. Лежит на высоте 160 метров над уровнем моря. 
Длина озера составляет 3,6 км, ширина до 1,9 км. Площадь водной поверхности 4,85 км². С севера и юго-востока озеро окружено болотами, на северо-восточном берегу находится деревня Кабожа. В восточной части озера расположен большой остров (длина 900 метров). 
В юго-западную часть Сухого впадают небольшие речки Жиленка и Чечора. Из северо-восточной части озера вытекает река Сухая, впадающая в озеро Великое. Площадь водосбора Сухого озера составляет 112 км².
Код водного объекта в государственно водном реестре — 08010200111110000001746.